# Cuillère à olives

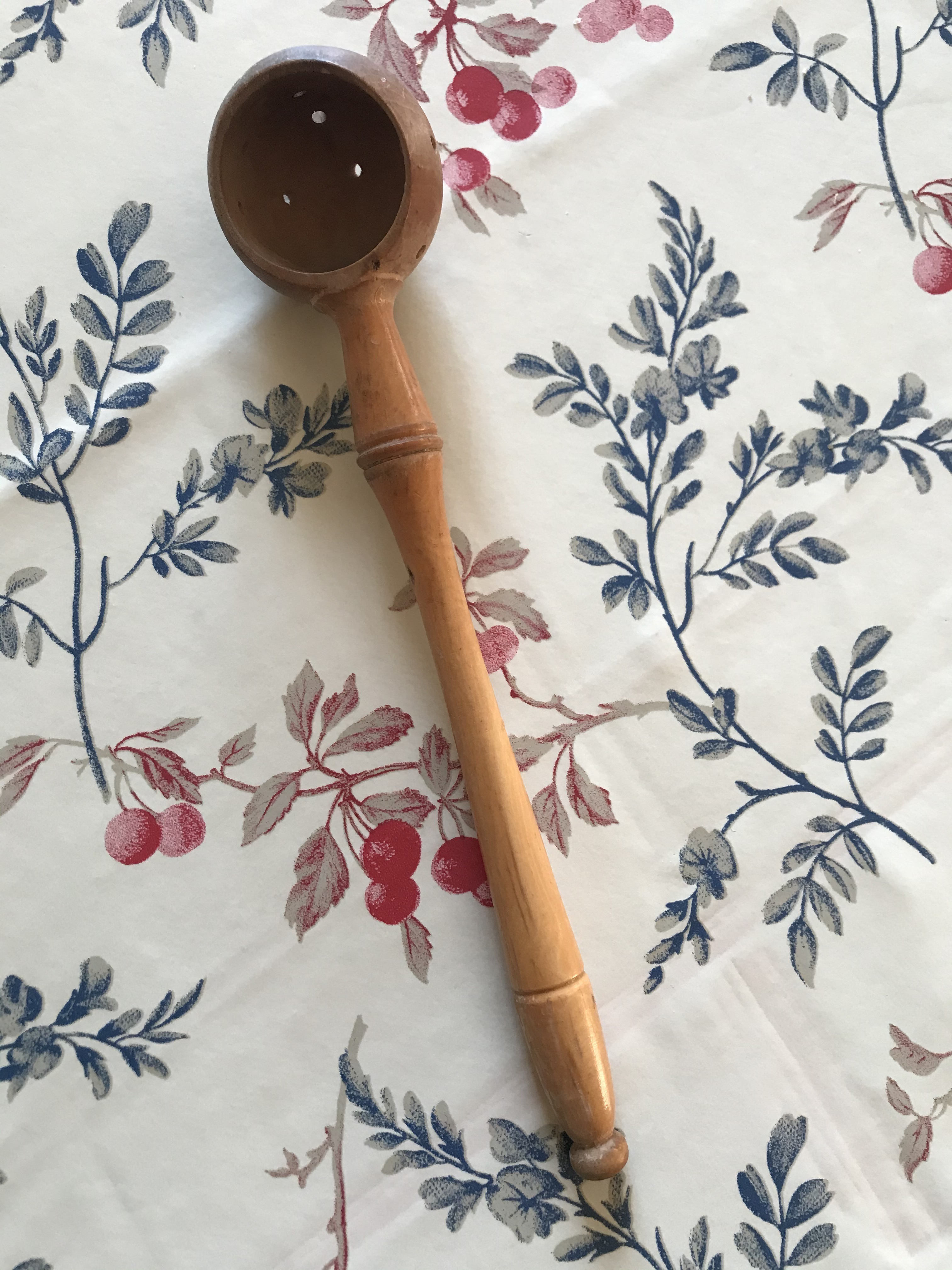
Cuillère à olives en bois, de France.

Une cuillère à olives ou louche à olives est une longue cuillère qui est percée de plusieurs trous afin de se servir en  olives tout en laissant la saumure s'égoutter. Traditionnellement faites en bois, il existe des modèles plus luxueux en argent, leur prix pouvant dépasser 400 euros lors de vente aux enchères. Les cuillères à olives sont mentionnées dans de nombreux inventaires après décès à partir du XVIIe siècle.